# Karl von Varnbüler (Politiker, 1776)

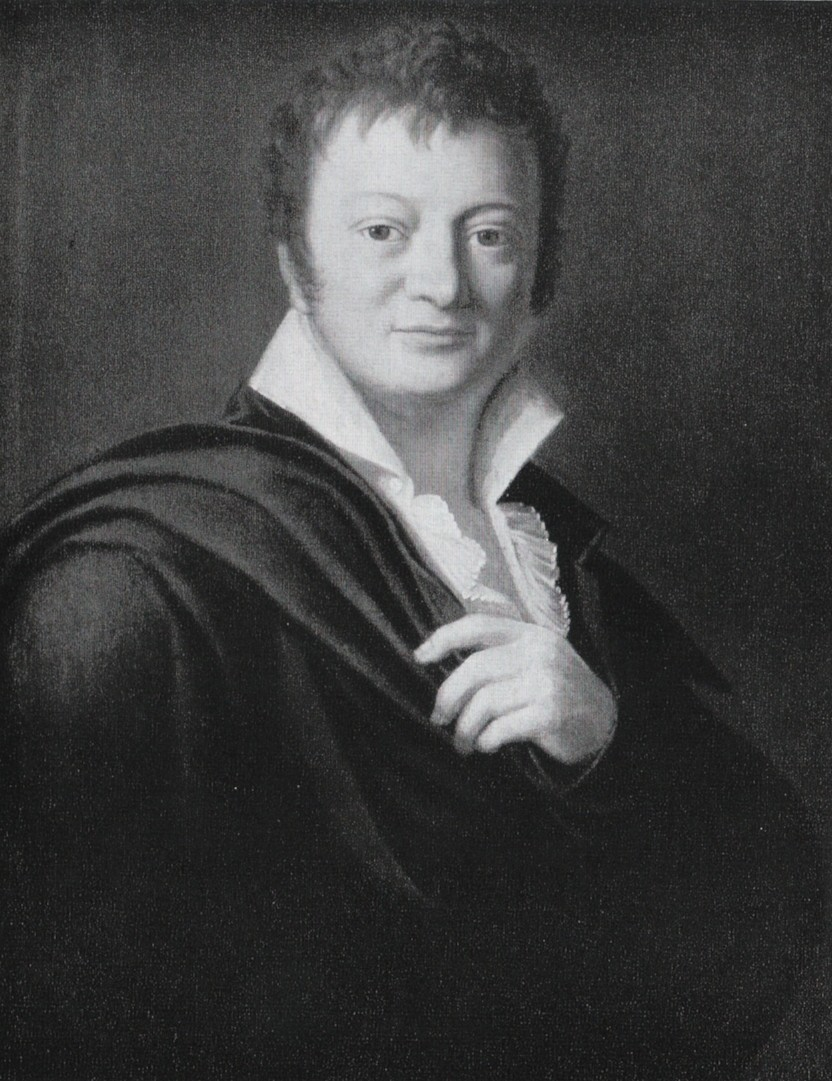
Karl Eberhard von Varnbüler auf einem Ölgemälde, Philipp Friedrich von Hetsch, um 1810

Freiherr Karl Eberhard Friedrich von Varnbüler von und zu Hemmingen (* 12. August 1776 in Stuttgart; † 27. April 1832 ebenda) war ein deutscher Politiker und Finanzminister des Königreichs Württemberg.

## Abstammung
Die württembergische Familie Varnbüler stammte vom Diplomaten Johann Konrad Varnbüler (1595–1657) ab. Karl von Varnbüler war der Sohn von Karl Friedrich Gottlob Freiherr Varnbüler von und zu Hemmingen (1746–1818), der zuletzt königlich-württembergischer Generalleutnant war. Varnbülers Mutter hieß Karoline Elisabeth Ernestine  und war eine geborene von Reischach († 1789). Varnbüler hatte einen älteren Bruder Ferdinand, der wie sein Vater zuletzt königlich-württembergischer Generalleutnant war.

## Leben
Karl von Varnbüler genoss in seinem Elternhaus bis 1789 Privatunterricht, ehe er zusammen mit seinem älteren Bruder von 1789 bis 1793 an der Hohen Karlsschule ausgebildet wurde. Im Juni 1793 wurde er Leutnant im Grenadierbataillon der Gardelegion. Nach sieben Jahren bei der Württembergischen Armee quittierte er den von den Koalitionskriegen  überschatteten Militärdienst und widmete sich fortan der Landwirtschaft. Dazu übernahm er einen Teil des Hemminger Lehensgutes und entwickelte sich in den folgenden Jahren zu einem ausgewiesenen Experten in Fragen der Agrarwirtschaft, was sich in zahlreichen Veröffentlichungen niederschlug. Sein Interesse lag unter anderem auf neuen Anbaumethoden wie etwa der Neunfelderwirtschaft oder der Förderung der Schafzucht.

## Politik
1815 nahm Varnbüler ein Mandat in der württembergischen Ständeversammlung als Vertreter mehrerer Virilstimmberechtigter, darunter als Vertreter seines Vaters, wahr. Bei der Abstimmung über den Verfassungsentwurf von König Wilhelm I. lehnte Varnbüler diesen ab. Der König enthob ihn daraufhin seiner Funktion als königlicher Kammerherr. 1817 wurde Varnbüler Mitglied der Zentralstelle des Landwirtschaftlichen Vereins, welcher das spätere Cannstatter Volksfest hervorbrachte, und beteiligte sich 1818 an der Gründung der Landwirtschaftlichen Lehranstalt in Hohenheim. Von 1818 bis 1821 war Varnbüler Herausgeber der Annalen der Württembergischen Landwirthschaft. Als Abgeordneter der Ritterschaft des Neckarkreises war Varnbüler von 1819 bis 1831 Mitglied der Zweiten Kammer der Württembergischen Landstände. In dieser Funktion engagierte er sich weit über das übliche Maß eines Mitglieds der Ritterschaft und griff fleißig und kenntnisreich in den Parlamentsbetrieb ein. Er wurde zum Mitglied des Geheimen Rats bestellt und 1826 auch wieder königlicher Kammerherr. Vom 29. Oktober 1827 bis zu seinem Tode leitete er als Staatsminister das königlich württembergische Departement der Finanzen (Finanzministerium). Er betrieb die Politik seines Vorgängers Weckherlin weiter und brachte die Zollverträge mit dem Königreich Bayern 1828 und mit dem Königreich Preußen sowie mit Hessen 1829 zum Abschluss. 1830 übernahm Varnbüler den Vorsitz der Württembergischen Hagelversicherungsgesellschaft. König Wilhelm zeichnete Karl von Varnbüler 1830 mit dem Ritterkreuz des Friedrichs-Ordens aus.

## Familie
Karl von Varnbüler war zweimal verheiratet. Seine erste Ehe schloss er 1801 mit Friederika, geborene Freiin von Woellwarth-Polsingen (1776–1818), eine Hofdame der Herzogin Sophie Albertine von Württemberg. Aus dieser Ehe gingen zwölf Kinder hervor. Nach dem Tod seiner ersten Frau ging Varnbüler 1819 eine zweite Ehe mit Caroline, die selbst eine 1792 geborene Freiin von Varnbüler war, ein. Aus seiner zweiten Ehe entstammten sechs Kinder. Von seinen insgesamt 18 Kindern sind vier früh verstorben. Der 1809 geborene gleichnamige Sohn Karl von Varnbüler leitete von 1864 bis 1870 als Staatsminister im Departement der auswärtigen Angelegenheiten die württembergische Regierung. Seine Tochter Ernestine (1813–1862) heiratete 1831 Graf Götz Christoph von Degenfeld-Schonburg (1806–1895), württembergischer Offizier und Adjutant des Königs. Mit ihm zusammen trat sie 1853 zum katholischen Glauben über.